# Каиро
Каиро главни је и највећи град Египта. Налази се у гувернорату Каиро. Према процени из 2018. у граду је живело 10.100.166 становника. У широј области има отприлике 21,3 милиона становника и по томе је тринаести град по величини у свету.
Док је Каиро званично име града, у локалном говору се он обично назива именом саме државе Миср на локалном дијалекту се изговара Маср (егип. арап. ). Име Каиро значи „онај који потчињава / онај који савладава”. Ово име је дато због тога што су многе војске кроз историју покушале освојити град и биле уништене од стране његових бранитеља, или су стране војске биле уништене од бораца посланих из Каира (Монголи, крсташи и Османлије су примери).
Градско метрополитанско подручје је највеће на Средњем истоку и у Арапском свету, и 15. по величини у свету. Оно је повезано за античким Египтом, пошто су познати Гиза комплекс пирамида и древни град Мемфис лоцирани у овој географској области. Смештен у близини делте Нила, модерни Каиро је основан 969. године током Фатимидске династије. Земљиште које улази у састав садашњег града је било место древних националних престоница чији остаци су и даље видљиви у деловима Старог Каира. Каиро је дуго био центар регионалног политичког и културног живота. Он се назива „градом са хиљаду минарета” због садашње превласти исламске архитектуре. Каиро се сматра светским градом са „Бета +” класификацијом према GaWC.
Каиро има једну од најстаријих и највећих филмских и музичких индустрија у арапском свету, као и другу по величини на свету институцију вишег образовања, универзитет Ал-Азхар. Многи међународни медији, бизниси, и организације имају регионална седишта у граду; Арапска лига је имала своје седиште у Каиру током највећег дела свог постојања.
Са популацијом од 6,76 милиона распростртом на 453 km², Каиро је далеко највећи град у Египту. Додатних 9,5 милиона становника живи у близини града. Каиро, попут многих других мега градова, болује од високих нивоа загађења и саобраћаја. Каирски метро је један од два метроа у Африци (други је у Алжиру). Он се рангира међу петнаест најпрометнијих на свету, са више од једне милијарде путничких вожњи годишње. Привреда Каира је била рангирана као прва на Средњем истоку 2005. године, и 43. глобално на Foreign Policy 2010 глобалном индексу градова.

## Географија
Каиро је смештен на обалама и острвима Нила у северном Египту, мало јужније од места где река напушта своју пустињом оивичену долину и гдје се грана у три рукавца започињући делту Нила.
Најстарији део града је на источној страни реке. Модерни део се постепено шири западно окружујући зелене површине долине Нила. Западни делови су саграђени по узору на Париз у доба Исмаила Величанственог, са широким булеварима, парковима и отвореним просторима. Најстарији део на истоку је потпуна супротност. Растао је насумично вековима пун уских закрчених стаза. Док западним Каиром доминирају зграде владе и државне зграде у модерном стилу, источни део је испуњен стотинама старих џамија које служе као оријентири. Обилно употребљавање воде из Нила омогућило је граду да се шири ка истоку, даље у пустињу. Мостови повезују Каиро са острвима Гезира и Рода на којима су смештене многе владине зграде и многе куће владиних службеника. Мостови се такође пружају преко Нила повезујући град са предграђима Гиза и Имбабах. Најдужи мост у Каиру, али и читавој Африци је Мост 6. октобра дугачак 22 km који спаја средиште града са ваздушном луком.
Западно од Гизе, у пустињи, је део древне некрополе Мемфис, на платоу Гизе, са своје три велике пирамиде, од којих је једна Кеопсова пирамида (једина остала од седам древних светских чуда). Око 18 km јужно од Каира је смјештен стари град Мемфис који се граничи са некрополом Сакара.

### Клима
| Клима Каиро                                                                          | Клима Каиро | Клима Каиро | Клима Каиро  | Клима Каиро  | Клима Каиро | Клима Каиро  | Клима Каиро  | Клима Каиро  | Клима Каиро  | Клима Каиро | Клима Каиро | Клима Каиро | Клима Каиро  |
| Показатељ \ Месец                                                                    | .Јан.       | .Феб.       | .Мар.        | .Апр.        | .Мај.       | .Јун.        | .Јул.        | .Авг.        | .Сеп.        | .Окт.       | .Нов.       | .Дец.       | .Год.        |
| ------------------------------------------------------------------------------------ | ----------- | ----------- | ------------ | ------------ | ----------- | ------------ | ------------ | ------------ | ------------ | ----------- | ----------- | ----------- | ------------ |
| Апсолутни максимум, °C (°F)                                                          | 31 (88)     | 34,2 (93,6) | 37,9 (100,2) | 43,2 (109,8) | 47,8 (118)  | 46,4 (115,5) | 42,6 (108,7) | 43,4 (110,1) | 43,7 (110,7) | 41 (106)    | 37,4 (99,3) | 30,2 (86,4) | 47,8 (118)   |
| Максимум, °C (°F)                                                                    | 18,9 (66)   | 20,4 (68,7) | 23,5 (74,3)  | 28,3 (82,9)  | 32 (90)     | 33,9 (93)    | 34,7 (94,5)  | 34,2 (93,6)  | 32,6 (90,7)  | 29,2 (84,6) | 24,8 (76,6) | 20,3 (68,5) | 27,7 (81,9)  |
| Просек, °C (°F)                                                                      | 13,6 (56,5) | 14,9 (58,8) | 16,9 (62,4)  | 21,2 (70,2)  | 24,5 (76,1) | 27,3 (81,1)  | 27,6 (81,7)  | 27,4 (81,3)  | 26 (79)      | 23,3 (73,9) | 18,9 (66)   | 15 (59)     | 21,38 (70,5) |
| Минимум, °C (°F)                                                                     | 9 (48)      | 9,7 (49,5)  | 11,6 (52,9)  | 14,6 (58,3)  | 17,7 (63,9) | 20,1 (68,2)  | 22 (72)      | 22,1 (71,8)  | 20,5 (68,9)  | 17,4 (63,3) | 14,1 (57,4) | 10,4 (50,7) | 15,8 (60,4)  |
| Апсолутни минимум, °C (°F)                                                           | 1,2 (34,2)  | 3,6 (38,5)  | 5 (41)       | 7,6 (45,7)   | 12,3 (54,1) | 16 (61)      | 18,2 (64,8)  | 19 (66)      | 14,5 (58,1)  | 12,3 (54,1) | 5,2 (41,4)  | 3 (37)      | 1,2 (34,2)   |
| Количина падавина, mm (in)                                                           | 5 (0,2)     | 3,8 (0,15)  | 3,8 (0,15)   | 1,1 (0,043)  | 0,5 (0,02)  | 0,1 (0,004)  | 0 (0)        | 0 (0)        | 0 (0)        | 0,7 (0,028) | 3,8 (0,15)  | 5,9 (0,232) | 24,7 (0,972) |
| Дани са падавинама (≥ 0.01 mm)                                                       | 3,5         | 2,7         | 1,9          | 0,9          | 0,5         | 0,1          | 0            | 0            | 0            | 0,5         | 1,3         | 2,8         | 14,2         |
| Релативна влажност, %                                                                | 59          | 54          | 53           | 47           | 46          | 49           | 58           | 61           | 60           | 60          | 61          | 61          | 56           |
| Сунчани сати — месечни просек                                                        | 213         | 234         | 269          | 291          | 324         | 357          | 363          | 351          | 311          | 292         | 248         | 198         | 3.451        |
| Извор #1: Светска метеоролошка организација (УН) (1971—2000), за податке о влажности |             |             |              |              |             |              |              |              |              |             |             |             |              |
| Извор #2: Дански метеоролошки институт за податке о осунчаности (1931—1960)          |             |             |              |              |             |              |              |              |              |             |             |             |              |

## Историја

### Оснивање и рани период
Тренутна локација града је раније била непогодна због удаљености Нила јер град се са те даљине није могао снабдевати водом из реке. Пође ли се мало на југ наилази се на рушевине Мемфиса који је основан 3100 година п. н. е. и био је главни град древног Египта. Основао га је Менес од Таниса након што је ујединио краљевства Горњег и Доњег Египта. Главним градом је касније постао Хелиополис, затим Теба на југу, а на крају под династијом Птолемеј (Александрија) добија статус главног града.
Прво насеље на локацији данашњег Каира била је Римска тврђава, звана тврђава Вабилон, саграђена око 150-е године п. н. е. близу насеља Вабилон-у-Египту које је лежало на старом египатском каналу који је повезивао Нил са Црвеним морем.
Мали град, састављен претежно од коптских хришћана, растао је око тврђаве.
Арапски освајачи, предвођени вођом по имену Амр Ибн-ел-Ас заузимају тврђаву 642. године и постављају своју посаду у њу. Арапско шаторско насеље око тврђаве познато као Ал-Фустат постаје временом стална база арапских снага у Египту, под династијама Умејида и Абасида, а у њему је саграђена прва џамија у Африци.
Полако насеље је прерастало у прави град. Северноафричка шиитска династија Фатимиде заузима Египат 972. године и гради нови град, Al-Mansureya, северно од старог насеља. Њихов вођа Ал-Муез Ледин-Еллах мења име града у Каиро (Al-Qahirah — Марс на арапском) због Марса који се уздизао на небу тога дана када је град основан. Џамија Ал-Азхар је саграђена исте године, заједно са пратећим свеучилиштом који је направио Каиро центром учења и филозофије онога доба. Школа и данас представља највећи центар студија Ислама у свету. Фатимиди су освојили Каиро средином 1100-их година. Саладин је даље проширио град, укључујући и градњу његове масивне тврђаве.
Пустошење Багдада 1258. године повећало је значај Каира и он постаје водећи интелектуални и уметнички центар Блиског истока. Град је заузело Османско царство 1517. године под Селимом, али за владаре су поставили вазалну династију Мамелука.

### Ера модернизације
Наполеон је освојио Египат 1797. године, а мамелучки владари су му предали Каиро. Након што је његова флота уништена 1798. године у заливу Абоукир, Наполеон је напустио земљу и као заповедника оставио генерала Калбера. Калбер је убијен 1800. године, а трогодишња француска окупација није оставила трајнијих последица нити довела до значајнијих промена.
Први наговјештаји модернизације десили су се под владаром Мехметом Алијем који је железницом повезао Каиро и Александрију године 1851. Значајније промјене се, међутим, нису десиле до режима Исмаил-паше када је, 1863. године, прављење Суецког канала довело извјестан број западњака у земљу.
 Године 1867, Исмаил је посетио Париз због Свјетске изложбе. Ту је видио нове архитектонске облике, и одлучио да поново сагради Каиро по европском принципу. Градњу је финансирао из фонда у који се сливао новац од повећане трговине памуком. Надао се да ће поновну изградњу завршити до 1869. године, када је требало да због отварања Суецког канала у Египат дођу бројни угледни гости са Запада.
Ипак радије него да поново изгради Каиро Исмаил је одлучио да сагради потпуно нови део града, даље низ обалу, у западњачком стилу. Пројекат је повјерен Али-паши Мубараку, а осмислио га је француски планер Пиерре Гранд. Нова област луксузних вила и станова је била конструисана.
Популација се експлозивно увећала од 374.000 становника (1882) до 1.312.000 становника године 1937.

### Модерни Каиро
Каиро је остао најважнији египатски град за време британске владавине а и послије. У 20. веку је виђен велики развој и раст града, како су сељаци напуштали фарме и долазили у град у потрази за послом у фабрикама метрополе. Посебан терет за град су чиниле избеглице из ратова са Израелом. Велики део популације са Синаја и градова око Суецког канала, дошао је у Каиро између 1967. и 1978. године.
Данас је Каиро најнасељенији афрички град, и културни центар арапског света.
Још од деветнаестог века Каиро је постао туристички центар, и људи из цијелог света долазили су да виде споменике и предмете древног Египта, нарочито пирамиде. Донесен је закон којим се забрањује извоз ових блага, што значи да је Египатски музеј у Каиру једино мјесто где многи предмети могу бити виђени.

## Становништво
Према процени, у граду је 2008. живело 7.947.121 становника.
| 1986.     | 1996.     | 2006.     |
| --------- | --------- | --------- |
| 6.068.695 | 6.789.479 | 7.786.640 |

## Привреда

### Саобраћај
Каиро је чвориште 5000 km дуге египатске железнице. Станица Рамзес у централном Каиру повезује главну линију јужног дела железнице која иде долином Нила и покрива Асјут, Луксор и Асуан, са различитим линијама које се лепезасто шире подручјем Доњег Египта и покривају главне градове региона делте укључујући Александрију, Исмаилију и Порт Саид. Друга главна станица смештена је 10 km јужније, у Гизи.
Каирске улице су закрчене саобраћајем. Каирски метро систем је модеран и ефикасан. Каирски метро је једини потпуно довршени и функционални метро у Африци. Две линије покривају 62 km, а планирају се још четири нове линије.
Прва трамвајска линија у Каиру изграђена је 1898. године. То је била прва линија јавног транспорта, која је ишла правцем север-југ, у Каиру. Ишла је преко Кхалиј Мисра, древног канала који води до Црвеног мора. Трамвајска мрежа је задњих година већим делом размонтирана, а пар линија је остало оперативно изван северних предграђа, око Хелиополиса.
Каиро је смештен на обалама и острвима Нила у северном Египту, мало јужније од места где река напушта своју пустињом оивичену долину и где се грана у три рукавца започињући делту Нила.

## Знаменитости
Стари Каиро је мјесто коптског насеља, византског утврђења Вавилон и првих египатских престолница, Ал-Аскара и Фустата, који су данас уклопљени у град Каиро. У граду се налазе бројни споменици као што су:
- Висећа црква (Ел Муалака) или Православна коптска црква Свете Девице Марије из 3. века је једна од најстаријих цркава у Египту, а налазила се изнад улаза у Вавилонско утврђење, због чега су је назвали „висећа”. Обновљена је у 11. и 19. веку, али је сачувана њена византска унутрашњост из 7. века.
- Вавилонско утврђење се налази на источној обали Нила на почетку његове делте, на споју с фараонским каналом који ју је спајао с Црвеним морем, а изградили су је Византинци 525. године. Унутар њених зидина, које наликују на Теодозијеве зидине у Константинопољу, налази се шест коптских цркава, конвикт и Коптски музеј из 1910. године који има највећу колекцију коптских хришћанских предмета на свету.
- Џамија Амр ибн ал-Аса (арапски: جامع عمرو بن العاص) или Амрова џамија из 642. године је најстарија џамија у Африци, изграђена на месту шатора генерала Амра, који је освојио Египат, у новооснованој престолници Египта, Фустату. Захваљујући многим обновама током векова мало је остало од изворне грађевине, али је велика исламска знаменитост и туристичка атракција.
- Синагога Бен Езра (хебр. בית כנסת בן עזרא, арапски: معبد بن عزرا) је изграђена 882. године на месту где је према предаји пронађен Мојсије као беба. У њој је у 19. веку откривена вредна колекција хебрејских тектова, тзв. „Каирска Гениза” која се данас налази у бројним светским библиотекама.

### Исламски Каиро
Исламски Каиро је средишњи део Каира који је знаменит по својим историјским грађевинама у исламском стилу, а којим доминира Каирска цитадела. Оне су под овим називом уписане на Унесков списак места светске баштине у Африци још 1979. године
Од исламских споменика најзнаменитији су: омејидска Џамија Амр ибн ал-Аса, абасидски универзитет уз џамију Азхар, фатимидски минарети изнад улаза у град Баб Зувелија. Ибн Тулунова џамија, Џамија Ал-Хакима, Салдинова Каирска цитадела, мамелучке џамије султана Хасана и Ал-Рифа.
- Унутрашњост висеће цркве (3—7. век)
- Остаци утврђења Вавилон (552.)
- Улаз у Амрову џамију (642.)
- Џамија Ал-Азхар (970.)
- Ал-Хакимова џамија (990-ih)
- Саладинова цитадела (1176.3.)
- Џамија султана Хасана и Ал-Рифа
- Џамија Мухамеда Алија унутар цитаделе (1830.8.)

## Партнерски градови
- Франкфурт на Мајни
- Аман
- Бејрут
- Истанбул
- Њујорк
- Хјустон
- Отава
- Пекинг
- Си'ан
- Токио
- Сеул
- Штутгарт
- Барселона
- Минск
- Москва
- Сарајево
- Исфахан
- Гренобл
- Џеда
- Буенос Ајрес
- Мексико Сити
- Картум
- Алжир
- Дамаск
- Казабланка
- Лагос
- Париз
- Тбилиси
- Багдад